# Клуб профессора Тутки
Клуб профессора Тутки (пол. Klub profesora Tutki; Польша, 1966—1968) — сериал Анджея Кондратюка. Состоит из 14 серий. Основан на рассказах польского писателя Ежи Шанявского.

## Сюжет
Действие каждой серии начинается у столика в кафе, у которого встречаются всегда одни и те же друзья. Это Судья, Доктор, Нотариус и профессор Тутка, который всегда начинает рассказывать забавную историю. Отдельные фильмы очень короткие, как скетчи (меньше 20 минут).

## Список серий
1. серия — Профессор Тутка выясняет смысл таинственного рисунка (14 минут).
2. серия — Профессор Тутка был журналистом (16 минут).
3. серия — Окно (13 минут).
4. серия — Профессор Тутка среди меломанов (12 минут).
5. серия — Лекция профессора Тутки в высшей торговой школе (14 минут).
6. серия — Профессор Тутка показывает пример веселого рассказа (15 минут).
7. серия — Об интересной женщине (19 минут).
8. серия — О печатном слове (18 минут).
9. серия — О воре (12 минут).
10. серия — О милом старичке (14 минут).
11. серия — Бабочка (13 минут).
12. серия — О творчестве самых молодых (13 минут).
13. серия — Приключение в коридоре (10 минут).
14. серия — Прощание (6 минут).

## В ролях
в каждой серии
- Густав Холубек — Профессор Тутка
- Хенрик Боровский — Судья
- Казимеж Опалиньский — Доктор
- Мечислав Павликовский — Нотариус

в некоторых сериях
- Ян Коциняк — в 1-й серии
- Людвик Бенуа — в сериях 2, 8, 9
- Рената Коссобудзкая — в сериях 2 и 8
- Богумил Кобеля — в сериях 2 и 10
- Виолетта Виллас — во 2-й серии
- Иоланта Лёте — в 3-й серии
- Здзислав Лесняк — в 4-й серии
- Эльжбета Чижевская — в 5-й серии
- Кристина Сенкевич — в сериях 6 и 7
- Густав Люткевич — в сериях 6 и 8
- Мариан Глинка — в 7-й серии
- Зыгмунт Зинтель — в 7-й серии
- Кристина Фельдман — в сериях 7 и 12
- Януш Клосиньский — в 11-й серии
- Веслав Михниковский — в 13-й серии